# Й
Й, й (И кратко или И с кратка; на български: И кратко; на руски: И краткое; на беларуски: I нескладовае; на украински: Iй, йот) е буква от кирилицата. Буквата е 10-а поред в българската, 11-а в руската и беларуската и 14-а в украинската азбука. В сръбската азбука и, по сръбски образец, в македонската писмена норма, тази буква отсъства. Вместо нея се използва буквата Ј. Също така и кратко е буква и от азбуките на някои от езиците в Руската федерация и ОНД.
Буква Й обозначава полугласния звук /j/. Знакът Й произлиза от църковнославянската писменост от 15 и 16 век и графично представлява съчетание между кирилската буква И и заимствания от гръцката писменост знак за краткост (на руски: Кратка; на английски: Breve). Строгото фонетическо разграничение в изписването на буквите И и Й възниква в украинския печат от началото на 17 век. През така наречената „Книжовна поправка“ по времето на патриарх Никон правилото за разграничаването между И и Й е застопорено и в московските издания на църковнославянските печатни книги, след което започва да се прилага повсеместно. При старообредниците все още е запазена старата правописна система от преди въвеждането на Й, при която вместо буквата за кратко „и“ се пише обикновено „и“ – святыи небесныи владыка вместо святый небесный владыка.
При въвеждането на гражданския шрифт през 1707 – 1711 година първоначално са отменени всички диакритически знаци, при което знакът Й е изхвърлен от употреба. Възстановен в употреба през 1735 година (често тази дата се цитира като момент на поява на буквата Й), но формално не се е смятала за отделна буква – не е включвана в таблицата с буквите от азбуките, не имала пореден номер, в речниците е обединявана с буква И и т.н. Официално Й става буква от азбуката през 20 век, макар понякога да има „изключения от правилото“, които се запазват малко до по-късно.
По руски образец буквата Й влиза в гражданските шрифтове на българската, украинската и беларуската азбуки. До средата на 19 век се използва също така в сръбската азбука, но по-късно е заменена с латинскоподобната буква Ј, която впоследствие по сръбски образец е въведена и в новообразуваната македонска писмена норма (след включването на новосъздадената СР Македония в рамките на СФР Югославия).
Първоначалното название на знака Й е било „и с кратка“ (по диакритическия знак кратка над буквата). По предложение на Яков Грот от края на 19 век започва да се използва названието „и кратко“. В украинския език (понякога и в руския) се употребява също и названието „ий“.
Напоследък в България (особено в Интернет средите) много често се забелязва неправилна употреба на „й“ (и-кратко), най-вече в два случая:
- там, където буквата „и“ е с ударение (ѝ). Тъй като при някои клавиатурни подредби знакът ѝ не присъства, изписването на имена като Даниѝл, където ударението се пада на второто „и“ често ще се напише като Данийл, което е грешно. Неправилно е и използването на и-кратко при изразяването на местоимението от женски род, където книжовният език изисква употребата на ѝ;

- в края на думи в множествено число завършващи на „ии“, неправилно се поставя „й“ (и-кратко), което иначе е присъщо за думи в единствено число и то в мъжки род. Например вместо (много) батерии, (много) сергии, (много) порции погрешно се изписва (много) батерий, (много) сергий, (много) порций. По този начин грешно написаната дума (много) порций [правилно: много порции] би трябвало да се чете и да звучи подобно на думите (един) патриций, (един) къшей, (един) червей, (един) славей и ще звучи като някаква непозната дума в мъжки род единствено число (един порций).